# Abdi Kassim Sadalla
Abdi Kassim Sadalla (ur. 19 października 1984 w Zanzibarze) – tanzański piłkarz występujący na pozycji pomocnika.

## Kariera klubowa
Sadalla karierę rozpoczynał w 2002 roku w zanzibarskiej drużynie Mlandege FC. W 2004 roku przeszedł do tanzańskiego Mtibwa Sugar FC. Występował tam przez 3 sezony. W 2007 roku odszedł do zespołu Young Africans SC. Przez 4 lata zdobył z nim 3 mistrzostwa Tanzanii (2008, 2009, 2011).
W 2011 roku Sadalla wyjechał do Wietnamu, by grać w tamtejszym Đồng Tâm Long An. Następnie grał w: Azam FC (2011-2013), KMKM FC (2013-2014), UiTM FC (2014), Jang’ombe Boys FC (2016-2018), Mawenzi Market FC (2018-2019) i ponownie KMKM FC (2019-2020).

## Kariera reprezentacyjna
W reprezentacji Tanzanii Sadalla zadebiutował w 2002 roku. W latach 2007–2010 występował także w reprezentacji Zanzibaru.